# Catherine Allégret
Catherine Allégret (n. 16 aprilie 1946, Paris, Île-de-France, Franța) este o actriță și scriitoare franceză. 
Printre cele mai cunoscute filme ale sale se numără Compartimentul ucigașilor (1965), Ultimul tango la Paris (1972), Ferma suspiciunilor (1973) și La vie en rose (2007).

## Biografie
Fiica lui Simone Signoret și Yves Allégret și fiica vitregă a lui Yves Montand, care a adoptat-o în 1987, a devenit cunoscută în 1965 prin filmul lui Costa Gavras Compartimentul ucigașilor, în care a jucat rolul partenerei adolescente al lui Jacques Perrin (fata „Bambi”). Mai târziu a impresionat în filmul Beau Masque (1972) alături de Jean-Claude Dauphin și Dominique Labourier, precum și alături de mama ei și Alain Delon în Ferma suspiciunilor. Aceasta a fost urmată de roluri secundare în lucrări remarcabile, cum ar fi Catherine în Ultimul tango la Paris și Colette în Vincent, François, Paul... și ceilalți. Au urmat și alte filme, printre care: alături de Farrah Fawcett în adaptarea cinematografică a biografiei Beate Klarsfeld Verfolgt und gejagt și alături de Jeff Goldblum în Mister Frost. În 1989 a jucat rolul Ritei Arnould în filmul L'Orchestre rouge (Orchestra Roșie) de Jacques Rouffio. Rolul ei ca Gionou în serialul Inspector Navarro i-a adus o mare popularitate în 1989.
În 1969 s-a căsătorit cu Jean-Pierre Castaldi. Fiul lor, Benjamin Castaldi, născut în 1970, a devenit prezentator de televiziune. După divorț, s-a căsătorit cu Maurice Vaudaux pe 28 mai 1984, cu care a avut o fiică născută în 1984. În 2004, a scris memoriile sale Un monde à l'envers.
Din 2018 până în 2021, actrița face parte din distribuția telenovelei Mâine ne aparține, difuzată pe TF1
.

## Filmografie selectivă

### Cinema
- 1964 L'enfer, regia Henri-Georges Clouzot
- 1965 Compartimentul ucigașilor (Compartiment tueurs), regia Costa-Gavras
- 1966 Layton... bambole e karatè (Carré de dames pour un as), regia Jacques Poitrenaud
- 1968 Quella carogna di Frank Mitraglia (À tout casser), regia John Berry
- 1969 Il tempo di vivere (Le temps de vivre), regia Bernard Paul
- 1970 L'assassino colpisce all'alba (Le champignon), regia Marc Simenon
- 1970 Smic Smac Smoc (Smic Smac Smoc), regia Claude Lelouch
- 1970 Tempo d'amore (Ça n'arrive qu'aux autres), regia Nadine Marquand Trintignant
- 1972 Ultimul tango la Paris (Ultimo tango a Parigi), regia Bernardo Bertolucci
- 1972 Quello che già conosci del sesso e non prendi più sul serio (Sex shop), regia Claude Berri
- 1973 Ferma suspiciunilor (Les granges brûlées), regia Jean Chapot
- 1974 Paul and Michelle, regia Lewis Gilbert
- 1974 Le hasard et la violence (Le hasard et la violence), regia Philippe Labro
- 1972 Vincent, François, Paul... și ceilalți (Vincent, François, Paul... et les autres), regia Claude Sautet
- 1975 Bagarre express (La course à l'échalote), regia Claude Zidi
- 1976 Lieb Vaterland magst ruhig sein, regia Roland Klick
- 1976 Rose e François (Mords pas, on t'aime), regia Yves Allégret
- 1979 Clar de femeie (Clair de femme), regia Constantin Costa-Gavras
- 1981 Une robe noire pour un tueur), regia José Giovanni
- 1981 Chanel Solitaire, regia George Kaczender
- 1982 Josepha, regia Christopher Frank
- 1983 Le braconnier de Dieu, regia Jean-Pierre Darras
- 1989 L'orchestre rouge, regia Jacques Rouffio
- 1990 Mister Frost, regia Philippe Setbon
- 2004 Mariages!, regia Valérie Guignabodet
- 2007 La vie en rose, regia Olivier Dahan
- 2010 Vento di primavera (La Rafle), regia Roselyne Bosch
- 2010 Fatal, regia Michaël Youn
- 2022 Overdose, regia Olivier Marchal